# Frange d'Aragon
On désigne sous le nom de Frange d’Aragon (Franja de Aragón en castillan, Franja d'Aragó ou Franja de Ponent en catalan, Francha d'Aragón en aragonais) un territoire de la communauté autonome d'Aragon, en Espagne, limitrophe de la Catalogne et où la langue traditionnellement parlée est le catalan.

Carte de la Frange d’Aragon.

L'expression de « Frange d'Aragon » est, avec celle de Frange du Ponant (Franja de Ponent en catalan), la plus répandue en Catalogne. En revanche, en Aragon, les institutions officielles parlent d’Aragon oriental (Aragón Oriental en castillan). On trouve également, quoique bien plus rarement, l'expression de Frange du Levant (Franja de Levante en castillan, Francha de Lebán en aragonais).

## Étymologie et dénominations
L'expression de « Frange d'Aragon », pour désigner les territoires catalanophones de l'est de l'Aragon est moderne[pas clair]. On parlait autrefois[Quand ?] de « zone catalane de l'Aragon », d'« Aragon catalan » ou de « comarques du Ponant ». C'est dans les années 1970, dans le contexte de transition démocratique, de renouveau catalaniste et du développement des autonomies que se développe l'utilisation de « Frange du Ponant » par les médias catalanophones et la Gran enciclopèdia catalana, afin de désigner plus spécifiquement cette « frange » de territoires aragonais où le catalan est la langue majoritaire et situés à l'ouest - au « Ponant » - de la Catalogne. 
L'expression « Frange du Ponant » s'impose avec vigueur dans le vocabulaire catalan, au point de susciter en Aragon des réactions  qui proposent un renversement d'optique. Des expressions variées apparaissent, telles que « Frange du Levant » ou « Frange orientale », adoptées par les institutions officielles aragonaises, comme la Députation générale d'Aragon.
Cependant, des partis régionalistes ou nationalistes aragonais, comme le Partido Aragonés, sont opposés à l'appellation-même de « Frange », au motif qu'elle favoriserait le nationalisme catalan et le pancatalanisme, tout comme le séparatisme des territoires qui composent la Frange.

## Géographie
Établir une géographie de la Frange d'Aragon n'est pas aisé dans la mesure où les territoires qui la composent n'appartiennent pas à un ensemble administratif spécifique. Les limites de la Frange d'Aragon peuvent différer selon les références utilisées, dans la mesure où il s'agit d'un territoire qui se définit par la présence de locuteurs catalans, une géographie humaine aux frontières souvent floues et imprécises. Les principaux problèmes sont que :
- il existe des communes de la vallée de Benasque pour lesquelles il y a encore des doutes sur la filiation de la langue bénasquaise avec le catalan ou l'aragonais ;
- dans plusieurs communes, la proportion des locuteurs de l'aragonais, du catalan, du castillan a varié avec le temps et l’immigration (l'aire d'extension de la Frange a ainsi fortement diminué au cours du XXe siècle[3]).

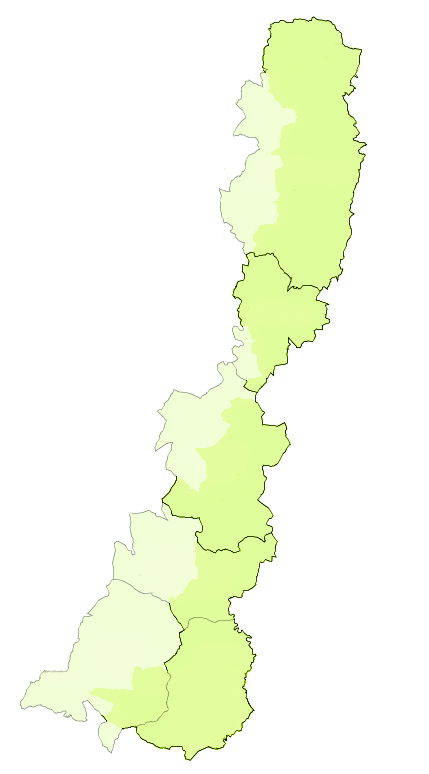
Les « comarques orientales » d'après la Députation générale d'Aragon.

Ces différences sont liées à des questions identitaires sensibles et sont donc source de débats, surtout en dehors de la Frange. Dans le territoire concerné, le débat est marqué par un grand désintérêt, en particulier au nord.[réf. souhaitée]

### D'après la Députation générale de l'Aragon
La Députation générale d'Aragon et les institutions officielles aragonaises qui en dépendent n'emploient pas les expressions de « Frange d'Aragon » et, a fortiori, de « Frange du Ponant ». Elles désignent les régions de la Frange comme les « comarques orientales » ou l'« Aragon oriental », sans prendre en compte de façon spécifique les territoires catalanophones. C’est la seule division qui existe d’un point de vue juridique. 
Le critère linguistique n'est donc pas retenu comme déterminant. Le territoire qui correspond à ces « comarques orientales » correspond à six comarques aragonaises :
- la Ribagorce ;
- la Litera/Llitera ;
- le Bajo Cinca/Baix Cinca ;
- le Bajo Aragón-Caspe/Baix Aragó-Casp ;
- le Matarraña/Matarranya ;
- le Bajo Aragón.

### D'après l'annexe II de l'avant-projet de loi sur les langues de l'Aragon de 2009

Zones d’utilisation prédominante des langues en Aragon selon l’avant-projet de 2001 de la loi sur les langues de l'Aragon.

Durant la IVe législature des Cortes d'Aragon ont été jetées les bases d'une réflexion sur la politique linguistique de l'Aragon. Durant la législature suivante, le gouvernement de coalition PSOE-PAR présente en 2001 un avant-projet de loi sur les langues de l'Aragon, qui organise la protection et la promotion des langues aragonaise et catalane, reconnues comme langues propres de l'Aragon. Son annexe II établit une liste des communes qui, du point de vue des Cortes d'Aragon, font partie de l'aire linguistique catalane. 
Les communes qui ont été reconnues comme faisant partie de la « zone d’utilisation prédominante du catalan normalisé » sont :
- dans la province de Huesca : Albelda, Alcampell, Altorricón, Arén, Azanuy-Alins, Baélls, Baldellou, Benabarre, Bonansa, Camporrélls, Castigaleu, Castillonroy, Estopiñán del Castillo, Fraga, Isábena, Lascuarre, Laspaúles, Monesma y Cajigar, Montanuy, Peralta de Calasanz, Puente de Montañana, San Esteban de Litera, Sopeira, Tamarite de Litera, Tolva, Torre la Ribera, Torrent de Cinca, Velilla de Cinca, Vencillón, Veracruz, Viacamp y Litera et Zaidín.
- dans la province de Teruel : Aguaviva de Bergantes, Aréns de Lledó, Beceite, Belmonte de San José, Calaceite, La Cañada de Verich, La Cerollera, La Codoñera, Cretas, Fórnoles, La Fresneda, Fuentespalda, La Ginebrosa, Lledó, Mazaleón, Monroyo, Peñarroya de Tastavins, La Portellada, Ráfales, Torre de Arcas, Torre del Compte, Torrevelilla, Valderrobres, Valdeltormo et Valjunquera.
- dans la province de Saragosse : Fabara, Fayón, Maella, Mequinenza et Nonaspe.

Cela représente donc 62 communes aragonaises, pour une superficie de 4 442,8 km2 et comptant 47 686 habitants en 2007.

### D'après les nationalistes catalans
Les partis nationalistes catalans ERC et CUP revendiquent la séparation et le rattachement de la Frange d'Aragon aux Pays catalans,.
Ils s'appuient sur les délimitations linguistiques des zones catalanophones des six comarques aragonaises orientales pour découper la Frange d'Aragon. Elle est divisée en quatre comarques « naturelles », dans la mesure où le Baix Aragó, le Baix Aragó-Casp et le Matarranya sont regroupés dans une seule comarque de Matarranya. 
Selon le point de vue des « intégrationnistes », qui est le point de vue le plus courant en Catalogne[réf. nécessaire], ces quatre comarques sont :
- la Baixa Ribagorça (pour la différencier de la comarque de l'Alta Ribagorça en Catalogne) ;
- la Llitera ;
- le Baix Cinca ;
- le Matarranya, qui comprend également les communes catalanophones des comarques du Baix Aragó-Casp et du Baix Aragó.

La posture « nationale[Quoi ?] » s'appuie sur un redécoupage en comarques des Pays catalans qui ne tient pas compte des divisions administratives actuelles. Les comarques de la Frange d'Aragon sont donc restructurées ou intégrées à d'autres comarques : 
- la Baixa Ribagorça (pour la différencier de la comarque de l'Alta Ribagorça en Catalogne) ;
- la Llitera ;
- le Baix Cinca ;
- le Matarranya perd une partie de la comarque du Baix Aragó-Casp ;
- une partie de la comarque du Baix Aragó-Casp est incorporée aux comarques catalanes de la Terra Alta et de la Ribera d'Ebre.

## Langue

### Caractéristiques linguistiques

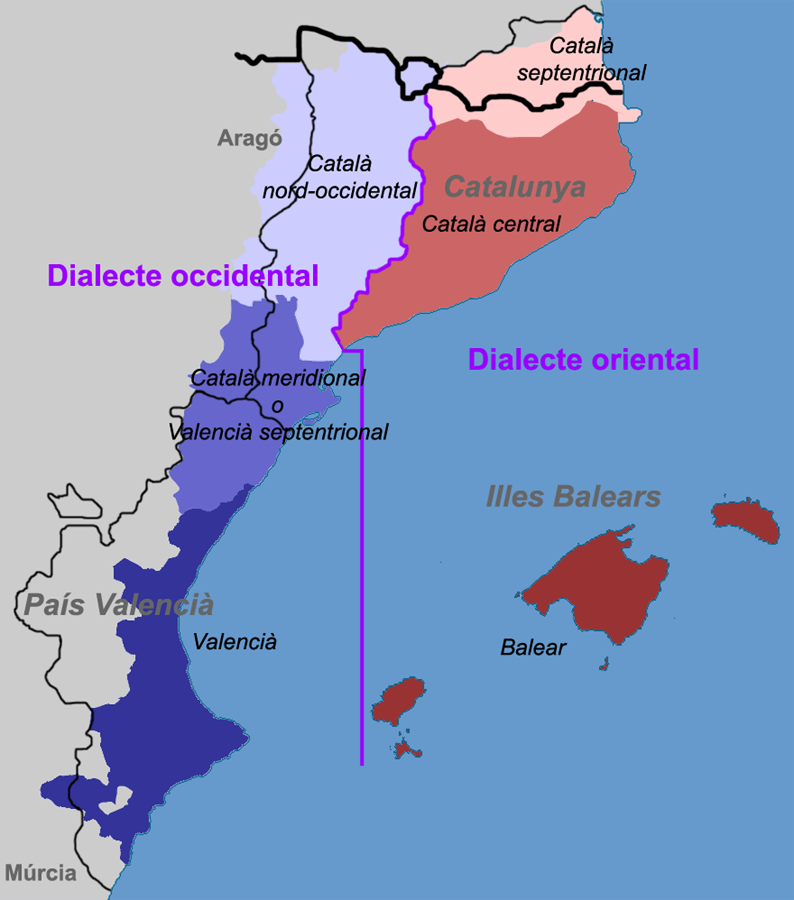
Carte dialectale du catalan.

Les dialectes parlés dans la Frange d'Aragon sont rattachés au catalan dans la tradition philologique espagnole.
Il n'existe cependant pas d'unité dialectale entre les territoires qui composent la Frange. La langue a reçu diverses appellations vernaculaires, certaines plus locales que d'autres : fragatí à Fraga, maellà à Maella, mequinensà à Mequinenza, tamarità à Tamarite de Litera, patués (patois), chapurreat (terme péjoratif désignant un langage jugé indigne, également utilisé dans d'autres régions d'Espagne comme les Asturies), etc.
Le catalan du nord de la Frange d'Aragon est rattaché au dialecte nord-occidental. Il en partage donc les traits essentiels : absence de neutralisation des voyelles atones, affrication de [ʒ] en [d͡ʒ], [e] comme résultat de ĭ et ē toniques latins, maintien de [j] dans les groupes ix > [jʃ]/[ʲʃ] etc.,,. À l'exception d'une petite portion méridionale, les parlers de la Frange d’Aragon sont caractérisés par la palatalisation des groupes initiaux latins cl-, pl-, fl- en [kʎ], [pʎ] et [fʎ] respectivement. Comme en valencien (dialecte occidental méridional), on trouve aussi une forte présence des emprunts au castillan (tendance naturellement renforcée par sa situation géographique transitionnelle).
La frontière avec l'aragonais est difficile à déterminer avec précision (en particulier dans les zones septentrionales, de parler constitutif)  et a fait l'objet de nombreuses études. Le ribagorcien et le bénasquais, dialectes septentrionaux de la Frange, présentent des traits importants de transition vers l'aragonais. Parmi les critères retenus pour établir la frontière avec l'aragonais, aucun ne s'avérant pleinement satisfaisant, on peut citer (du côté de la Frange d'Aragon) l’absence de diphtongaison de e et o brefs toniques latins, la palatalisation de l initial en [ʎ] ou la chute des [o] finaux atones. Les parlers du nord-ouest de la Frange sont marqués par un maintien des féminins pluriel en [as], un autre trait de transition vers l'aragonais et le castillan, qui les distingue du reste du domaine catalan occidental,.

Isoglosses phonologiques de la Matarraña selon Joaquim Rafel i Fontanals (1981).

Au sud, le parler de Matarraña est un dialecte de transition entre catalan nord-occidental et valencien septentrional. Différentes isoglosses peuvent être choisies pour marquer la frontière avec le valencien : formes du subjonctif imparfait en -és/-ís, maintien du d dans les terminaisons en -ada ou  utilisation de -o comme marque de la première personne du singulier au présent de l’indicatif,. Dans le dialecte de Fraga, comme à Lérida et dans certaines zones environnantes, on observe dans les termes féminins une fermeture des [a] atones finaux en [ɛ].

### Situation sociolinguistique
La Frange d'Aragon présente la plus forte proportion d'habitants disposant de compétences linguistiques en catalan de tout le domaine linguistique. Selon une enquête menée par la Généralité de Catalogne en 2004, 98,5 % des habitants le comprennent, 88,8 % le parlent, 72,9 % savent le lire et 30,3 % savent l'écrire,,.

### Politique linguistique

#### Les débuts
La déclaration de Mequinenza, le 1er février 1984 donne lieu à un premier accord entre le gouvernement de l'Aragon et le ministère de l'Éducation et de la Science espagnol sur le développement du catalan[pas clair] dans les communes aragonaises qui le souhaitent. Le conseiller à la Culture du gouvernement aragonais, José Ramón Bada, permet aux élèves des établissements scolaires de la Frange d'Aragon d'apprendre le catalan en plus de leurs cours normaux,. 
Les institutions officielles de l'Aragon s'efforcent par la suite de prendre des mesures favorables à la prise en compte de la variété linguistique dans la communauté autonome : la réforme du statut d'autonomie de l'Aragon de 1996 reconnait le catalan et l'aragonais comme des langues propres à l'Aragon et non comme de simples modalités linguistiques. On précise aussi que les langues propres à l'Aragon doivent bénéficier d'une protection particulière et que leur enseignement est garanti à travers la future approbation d'une loi des Cortes d'Aragon,. Le 10 mars 1999, la loi sur le patrimoine culturel aragonais affirme que l'aragonais et le catalan, langues minoritaires de l'Aragon, sont une richesse culturelle propre et doivent être spécifiquement protégées par l'administration,.
En 2001, afin d'affiner le champ d'application et les besoins d'une loi sur les langues, le gouvernement aragonais définit dans l'annexe II de son avant-projet de loi une zone d'utilisation prédominante du catalan. En 2003, il demande à l'Institut aragonais de statistique de mener une enquête sur les usages linguistiques dans les comarques de l'est de l'Aragon. La Généralité de Catalogne dirige une enquête similaire sur les usages linguistiques dans la Frange d'Aragon en 2004.

#### La loi sur les langues de 2009
Le 22 décembre 2009, le PSOE et la CHA approuvent le projet de loi sur les langues de l'Aragon, qui organise la protection et la promotion des langues aragonaise et catalane, reconnues comme langues propres de l'Aragon, mais pas comme langues officielles. La loi sur les langues offre des facilités et des avantages linguistiques aux habitants des communes de la « zone d'utilisation historique prédominante du catalan » dans l'est de l'Aragon et de la « zone d'utilisation historique mixte de l'aragonais et du catalan » dans le nord-est de l'Aragon, c'est-à-dire les communes de la Frange d'Aragon.
La loi prévoit la création d'un Conseil supérieur des langues de l'Aragon (en espagnol : Consejo Superior de las Lenguas de Aragón) chargée d'orienter et de diriger la politique linguistique de la communauté autonome. Il est complété par l'Académie aragonaise du catalan (en catalan : Acadèmia Aragonesa del Català) chargée d'établir la norme linguistique du catalan en Aragon. La loi autorise les habitants des communes de la Frange d'Aragon à se servir du catalan auprès de l'administration et renforce l'enseignement de la langue dans les établissements scolaires locaux.

#### Opposition à la politique linguistique
La Plateforme « Nous ne parlons pas catalan » (en espagnol : Plataforma No Hablamos Catalán) contestent le rattachement de ces dialectes de la Frange d'Aragon à la langue catalane. La Plateforme accuse le gouvernement aragonais du PSOE de vouloir « catalaniser l’Aragon ». 
Les adversaires du catalan affirment que la langue de la Frange d'Aragon est une des variations linguistiques de la langue aragonaise. Julián Naval Fuster, écrivain et homme politique du PAR, s'appuie sur le manuscrit B des fors de Jaca dont la langue lui semble proche des parlers de la Frange d'Aragon, pour justifier qu'on ne pouvait pas parler catalan à Jaca au XIIe siècle. La Plataforma No Hablamos Catalán affirme également que les dialectes de la Frange d'Aragon dérivent du roman navarro-aragonais et ne se rattachent donc pas au catalan, mais à l'aragonais. Ils appartiendraient donc au groupe dialectal de l'« aragonais oriental ». Selon eux, l'aragonais tel qu'il est enseigné n'est qu'une langue artificielle au service du nationalisme aragonais, qui exclut les variétés de l'« aragonais oriental ». Ils s'appuient sur l'enquête commandée en 1995 à l'université de Saragosse par le gouvernement aragonais, selon laquelle les habitants de la Frange orientale de l'Aragon ont répondu qu'ils parlaient chapurreau ou chapurreat à 47 %, patués, aragonais ou valencien à 11 % et catalan à 10 %.
Les adversaires du catalan soutiennent également que la promotion du catalan dans la Frange d'Aragon aurait pour conséquence le développement du catalan normalisé, élaboré en Catalogne, et la disparition progressive des dialectes de la Frange d'Aragon. La Plataforma No Hablamos Catalán a ainsi accusé les partis qui avaient soutenu la loi sur les langues en 2009 de provoquer un « génocide linguistique ». Des associations culturelles comme l'association culturelle de la Litera Lo timó s'efforcent de défendre le chapurreat comme une langue originale, face au danger que représenterait le catalan. La décision prise, en 2010, par la municipalité de Tamarite de Litera, d'interdire l'utilisation du dialecte tamarità en faveur du catalan normalisé, dans le journal local La Voz de la Litera, a provoqué des réactions négatives dans les milieux hostiles à cette langue.

#### La réforme de la loi sur les langues en 2013
En 2012, le nouveau gouvernement aragonais de Luisa Fernanda Rudi, soutenu par le PP et le PAR, engage une réforme de la loi sur les langues, conformément à  leur programme électoral et au pacte conclu entre ces deux partis pour la gouvernance de la région. En juin 2012, un premier projet de loi prévoit de supprimer les deux académies pour les remplacer par une Académie aragonaise de la langue (en espagnol : Academia Aragonesa de la Lengua) dont les fonctions sont de fixer les normes d'usage des langues propres à l'Aragon, la disparition du Conseil supérieur des langues d'Aragon et l'interdiction d'utiliser l'aragonais et le catalan comme langues véhiculaires dans les centres éducatifs et les enceintes scolaires. La réforme est adoptée le 9 mai 2013. Elle supprime les termes de « catalan » et « aragonais » du cadre législatif pour les remplacer par les nouvelles dénominations de lengua Aragonesa propia del Área Oriental (langue aragonaise propre de l'aire orientale, ou « Lapao » dans un acronyme informel) et lengua propia de Aragón de las áreas pirenaica y prepirenaica (langue propre d'Aragon des aires pyrénéennes et prépyrénéennes, en acronyme lapapyb), ce qui suscite une vive polémique.
En Aragon, les partis de l'opposition, comme le CHA et le PSOE, ou le Conseil scolaire de l'Aragon accusent le gouvernement d'instrumentaliser les questions linguistiques et de porter préjudice aux langues minoritaires de la région en ne les nommant pas par leur nom,. Les réactions sont également vives en Catalogne, où on parle de « retour au franquisme ».
En réponse, le PAR appelle à manifester contre ceux qui voudraient « imposer le catalan par la force ». Par ailleurs, le gouvernement aragonais reçoit le soutien du gouvernement espagnol, également dirigé par le Parti populaire, qui demande le respect de la Constitution espagnole, selon laquelle les compétences relatives aux langues régionales sont déléguées aux communautés autonomes. Dans ce contexte de tension, les positions restent figés entre partisans et adversaires du catalan.

## Associations culturelles
Il existe dans la Frange d'Aragon plusieurs associations culturelles qui s'efforcent de promouvoir l'apprentissage et la diffusion du catalan. L'Initiative culturelle de la Frange (Iniciativa Cultural de la Franja ou ICF), fondée en 2003 et installée à Calaceite, regroupe ;
- l'Association culturelle du Matarraña (Associació Cultural del Matarranya ou ASCUMA) fondée en 1989 à Calaceite, qui agit dans les comarques de la Matarranya et édite la revue Temps de Franja[45],[46] ;
- l'Institut d'études du Bas-Cinca (Institut d´Estudis del Baix Cinca ou IEBC), légalisé en 1983, qui est actif depuis Fraga dans le Bas-Cinca [47];
- le Centre d'Études ribagorçanes (Centre d´Estudis Ribagorçans ou CERIb) travaille en Ribagorce depuis 2003[48] ;

L'Association des conseils locaux de la Frange (Associació de Consells Locals de la Franja ou ACLF), créée en 1985 à Tamarite de Litera. Elle propose ses activités dans la Litera et édite la revue Desperta, Ferro! ;
La Maison Jaques Ier (Casal Jaume I) de Fraga, est un centre culturel fondé en 1999 à l'initiative d’Acció Cultural del País Valencià (« Action culturelle du Pays valencien »), dans le but de défendre la langue et la culture valenciennes.
D'autres associations entendent au contraire promouvoir l'attachement de la région à la culture aragonaise. La Fédération des associations culturelles de l'Aragon oriental (Federación de Asociaciones Culturales del Aragón Oriental ou FACAO) regroupe depuis 1997 des associations qui défendent l'originalité des parlers de la Frange d'Aragon, qu'ils dénomment « aragonais oriental » afin de les distinguer du reste du catalan. Elle fédère : 
- les Amis de Fraga (Amícs de Fraga) ;
- le Thym (Lo Timó) ;
- l'Association culturelle du Bas-Aragon et du Matarraña (Asociacion Cultural del Baix Aragó y Matarraña) ;
- les Amis de Tamarite (Amícs de Tamarit) ;
- le Conseil des Trente (Lo Consell dels Trenta).

## Patrimoine religieux
- Conflicto de los bienes eclesiásticos de la Franja (es)

## Jeux
En 2007, la société Hasbro Iberia, éditrice du jeu Trivial Pursuit, renouvelle les questions de son édition « Catalogne » dans une édition bilingue castillan-catalan. Les questions ont été soumises à des professeurs de l'Université de Barcelone. Il apparaît cependant qu'elles ne portent pas sur la Catalogne, mais sur les « Pays catalans ». Cela provoque des protestations d'associations culturelles telles que la FACAO, mais aussi d'organismes officiels tels que le conseil municipal de Valderrobres, qui demande le retrait des jeux Trivial Pursuit Catalunya.

## Médias
Afin d'assurer la promotion du catalan dans la Frange d'Aragon, les gouvernements aragonais et catalan ont signé en octobre 2010 un accord de réciprocité de quatre ans qui permet aux chaînes de la Télévision de Catalogne (TVC) d'être vues dans les comarques de la Frange d'Aragon, tandis que les chaînes d’Aragón Televisió peuvent être reçues dans la région de Lérida.

## Politique

### Partis politiques locaux

#### Partis catalanistes
- Convergència Democràtica de la Franja est un parti rattaché au parti catalan Convergència Democràtica de Catalunya (CDC).
- Esquerra Republicana de la Franja de Ponent est un parti rattaché au parti catalan Esquerra Republicana de Catalunya (ERC), fondée en 2012 par Josep Macià i Plà. Son objectif est la séparation de la Frange d'Aragon et son rattachement à une Catalogne indépendante.

En 2012, à l'occasion des élections catalanes du 25 novembre, la Candidature d'unité populaire (Candidatura d'Unitat Popular ou CUP), parti politique indépendantiste catalan issu de la gauche radicale intègre dans les listes qu'elle présente dans la circonscription de Lérida, quoiqu'elle soit empêchée de voter, une habitante de la Frange d'Aragon. La CUP souhaite ainsi porter une attention particulière aux liens culturels, économiques, sociaux et politiques qui unissent les habitants de la Frange d'Aragon avec la région de Lérida. De même, lors des élections suivantes du 27 septembre 2015, la CUP intègre dans les listes de Lérida un habitant de la Frange d'Aragon : dans un contexte politique fortement marqué par la question de l'indépendance de la Catalogne et, en particulier, la candidature unitaire de CDC et d'ERC, il s'agit pour la CUP de rappeler l'unité de l'ensemble des territoires des Pays catalans,.

## Personnalités

### Hommes et femmes politiques
- Eva Almunia (née à Esplús le 3 mars 1960) : femme politique, membre du PSOE, conseillère d'Aragon à l'Éducation, la Culture et les Sports de 2001 à 2008.
- Josep Antoni Duran i Lleida (né à Alcampell en 1952) : président et porte-parole du groupe parlementaire CiU au Congrès des députés.
- Marcelino Iglesias Ricou (né à Bonansa le 16 avril 1951) : président d'Aragon de 1999 à 2011.
- Gaspar Torrente (né à Campo en 1888 - mort à Barcelone en 1970) : journaliste et chef de file du mouvement nationaliste aragonais au début du XXe siècle.

### Journalistes et écrivains

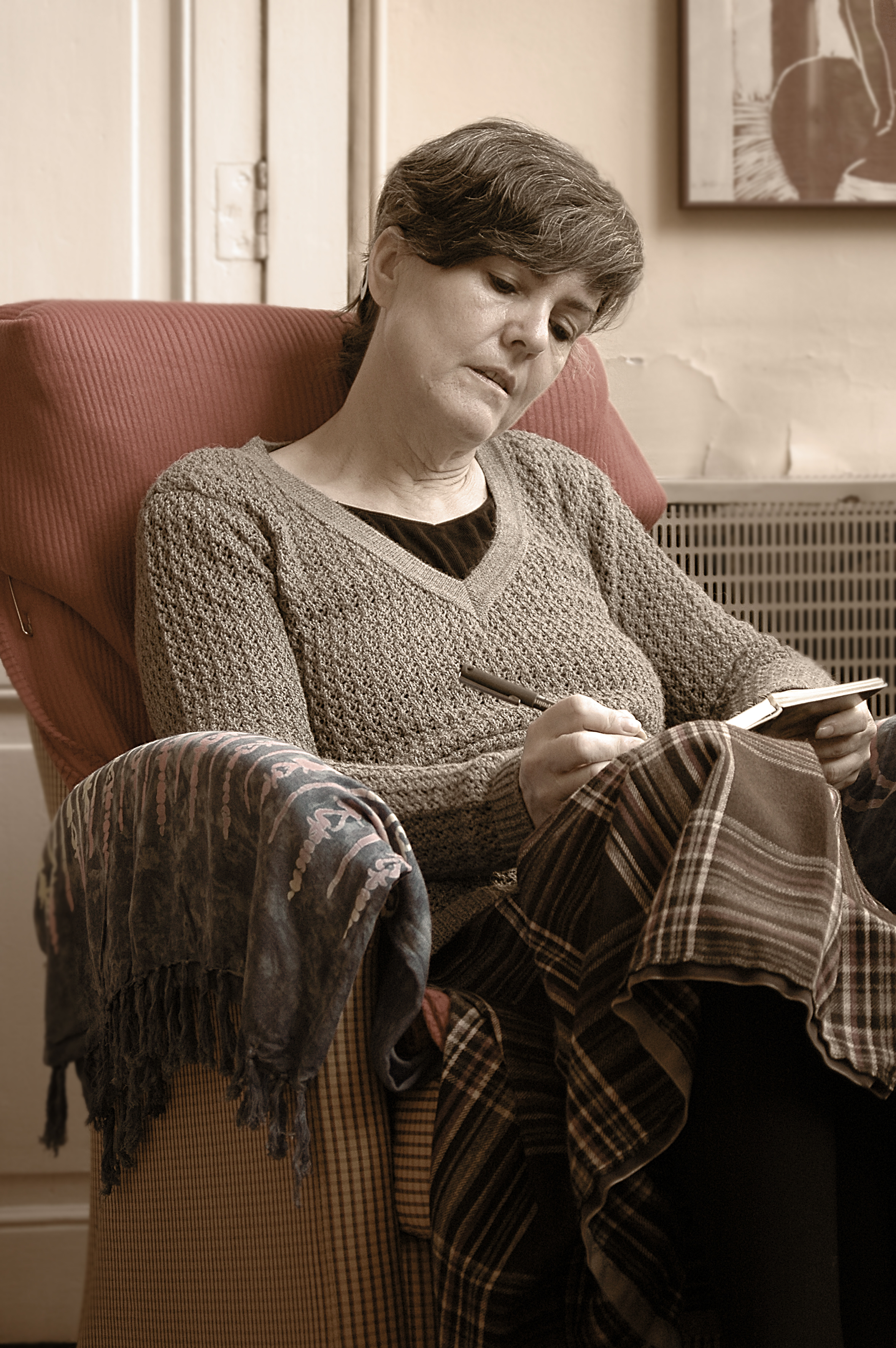
L'écrivaine Mercè Ibarz.

- Joaquim Ibarz Melet (né à Zaidín, le 25 mai 1943 - idem, le 12 mars 2011), journaliste à La Vanguardia et prix  Maria Moors Cabot en 2010.
- Jesús Moncada i Estruga (né à Mequinenza, en 1941 - mort à Barcelone, le 13 juin 2005), écrivain et traducteur de langue catalane.
- Mercè Ibarz (née à Zaidín en 1954), écrivaine, journaliste, universitaire espagnole de langue catalane.
- Francesc Serés (né à Zaidín en 1972), écrivain de langue catalane, il a reçu divers prix.

### Philologues
- Josep Galán Castany (né à Fraga, en 1948 - mort à Barcelone, le 27 octobre 2005), instituteur et philologue, il participe à la création de l'Institut d'Estudis de Fraga et de l'Institut d'Estudis del Baix Cinca[56].